# Harlaston
Harlaston är en civil parish i Storbritannien.   Den ligger i grevskapet Staffordshire och riksdelen England, i den södra delen av landet, 170 km nordväst om huvudstaden London.